# نیتن هریل
نیتن هریل (انگلیسی: Nathan Harriel؛ زادهٔ ۲۳ آوریل ۲۰۰۱) بازیکن فوتبال اهل ایالات متحده آمریکا است که در حال حاضر برای باشگاه فوتبال فیلادلفیا یونیون بازی می‌کند. 
از باشگاه‌هایی که در آن بازی کرده است می‌توان به باشگاه فوتبال فیلادلفیا یونیون اشاره کرد.
وی همچنین در تیم ملی فوتبال زیر ۲۳ سال ایالات متحده آمریکا بازی کرده است.